# Kampen mot bränningarna
Kampen mot bränningarna är en historisk roman av Catharina Ingelman-Sundberg och utkom i augusti 1991.

## Handlingen
Hösten 1726 avseglade ostindiefararen Zeewijk från Nederländerna med tre unga svenskar ombord. Den oerfarne kapten Steyn bröt mot kompaniets seglingsbeskrivning i hopp om att finna den förlista Aagderkerke med dess dyrbara last. När fartyget närmade sig den australiska västkusten gick Zeewijk på grund mellan några korallrev. De överlevande byggde en
slup av vrakspillror från ostindiefararen och 20 man lyckas segla till den nederländska kolonien på ön Java.